# Pholidichthys
Pholidichthys è un genere di pesci ossei marini. Si tratta dell'unico genere appartenente alla famiglia Pholidichthyidae (ordine Perciformes).

## Descrizione
Questi pesci hanno aspetto serpentiiforme, molto allungato, privo di scaglie e con le pinne impari (pinna dorsale, caudale e anale) unite in un'unica pinna mediana come negli anguilliformi. Contrariamente che nella maggioranza degli altri pesci è presente una sola narice per lato. Le pinne ventrali sono piccole, composte di 3 o 4 raggi di cui uno spinoso e situate sotto o talvolta appena più anteriormente delle pinne pettorali.
Le due specie hanno una taglia di circa 20–30 cm.

## Distribuzione e habitat
Sono presenti unicamente in un settore dell'Oceano Pacifico tropicale tra le Filippine meridionali e le Isole Salomone.

## Specie
- Genere Pholidichthys
  - Pholidichthys anguis
  - Pholidichthys leucotaenia[2]